# Clara Paget
Lady Clara Elizabeth Iris Paget (ur. 12 września 1988 w Londynie) – brytyjska modelka i aktorka filmowa i telewizyjna. Wystąpiła m.in. w filmach Szybcy i wściekli 6 oraz St Trinian's: The Legend of Fritton's Gold. W serialu Piraci grała postać Anne Bonny, kobiety-pirata o irlandzkim pochodzeniu.
Jej ojcem jest Charles Paget, 8. markiz Anglesey.